# Ctenoplectrina ugandica
Ctenoplectrina ugandica är en biart som först beskrevs av Cockerell 1944.  Ctenoplectrina ugandica ingår i släktet Ctenoplectrina och familjen långtungebin. Inga underarter finns listade i Catalogue of Life.